# Johan Werfel
Johan Werfel (1764 – juni 1831) var en dansk forfatter, oversætter og tidsskriftudgiver.
Johan Werfels navn står på titelen af et stort antal bøger fra slutningen af det 18. århundrede og fra de første årtier af det 19. århundrede.
Som søn af en opvarter på Punschesalen i Det Kongelige Teater kom han tidlig i forbindelse med teaterfolk og fik, som 16-årig, plads på teaterkassererens kontor, hvor han var kopist til 1790. Han begik bedragerier, blev fængslet; men da han bad om nåde, kom han atter på fri fod.
Han udgav og forfattede bladet Ugeblad for Borgere i perioden oktober 1793 til november 1794, et blad der henvendte sig til den brede middelstand af selvstændige erhvervsdrivende og håndværkere, men som efter at forlaget af det blev overtaget af bogtrykker Abraham Soldin, ændrede indhold, fra i starten at have været domineret af selvstændigt forfattede belærende indlæg af Werfel, til næsten udelukkende at indeholde oversatte stykker fra tyske, franske og engelske blade.
Fra juli 1794 til 1795 udgav han ugebladet Folke-Fienden, som var et politisk modstykke til J.C.M. Steinecks Folkevennen. Ved en pjece i dette blandede han sig i den Heibergske strid med teaterchefen, grev Ferdinand Anton Christian Ahlefeldt ; hans modstandere fik dog stoppet munden på ham ved at forelægge offentligheden hans tidligere færd, og for sine ubeføjede beskyldninger mod greven fik han en bøde på 1000 rigsdaler.
Ved oversættelser søgte han at tjene brødet, og listen af de af ham oversatte værker er meget lang. I første række kan nævnes Campes store revisionsværk i 18 dele, hvori bl.a. en oversættelse af Rousseaus Emile; i øvrigt en mængde tidsskrifter f.eks. , grammatikker, brevbøger, romaner, økonomiske skrifter og meget mere.
Han arbejdede også som korrektør, og læste blandt andet korrektur på Niels Ditlev Riegels' historiske værk Udkast til Fierde Friederichs Historie efter Høyer I-II (1795-1800), med hvem han startede et venskab. Han opkaldte sit tidsskrift Nyeste Skilderie af Kjøbenhavn (grundlagt 1802) med inspiration efter Riegels' eget tidsskrift Kiøbenhavns Skilderie, og bragte her en serie mindeartikler over denne som var død samme år. Desuden var han redaktør af Kiøbenhavns Aftenpost i perioden 1803-1809.
Han boede i mange år i Hørsholm og var således i nærheden af Thomas Thaarup, der boede ved Rungsted. I den af Thaarup 1813 fremkaldte litterære Jødefejde anså Werfel sig særlig forpligtet til "at forfægte Menneskehedens Sag" ved at begynde et tidsskrift til forsvar for jøderne.
Men Rasmus Nyerup bemærker allerede 1820, at blandt de bøger, på hvilke Werfels navn står på titelbladet, er der adskilligt, der ikke er af ham, men som han kun har lånt sit navn til.
1818 blev han postmester i Hørsholm, men forsvandt 1821—sandsynligvis på grund af ubetalt gæld. Han blev udgivet for død, men opholdt sig siden den tid i smug i København til sin virkelige død i juni 1831. Under pseudonymt mærke (ofte "T. Ph. Hansen" og L. P. Christensen) og under andres navne leverede han endnu i sine sidste år mange skrifter.